# Gasdetectiebuisje
Een gasdetectiebuisje is een meetinstrument om te meten of er gevaarlijke gassen in een bepaalde ruimte aanwezig zijn.

## Werking
Het instrument bestaat uit een glazen buisje waarop een schaalverdeling is aangebracht, en waarbinnen zich, op een dragermateriaal, een stof bevindt die met het te meten gas reageert. Deze stof, het reagens, is zodanig gekozen dat bij contact met het te meten gas een kleuromslag plaatsvindt. Aan de lengte van het gekleurde deel valt dan de concentratie van het te meten gas te bepalen.
Er zijn twee hoofdtypen gasdetectiebuisjes: korteduurbuisjes en langeduurbuisjes.
Bij korteduurbuisjes wordt, met behulp van een pomp, een vaste hoeveelheid gas door het buisje gevoerd, zodat een direct verband bestaat tussen de concentratie van de te meten gevaarlijke stof in dit gas, en de lengte van de kleuromslag.
Bij langeduurbuisjes wordt geen pomp gebruikt. Het gevaarlijke gas treedt door middel van diffusie in het buisje, en na zekere tijd, bijvoorbeeld een werkdag, kan worden bepaald aan welke hoeveelheid gevaarlijke stof de persoon, die dit buisje heeft gedragen, werd blootgesteld.

## Toepassing
Gasdetectiebuisjes worden onder andere gebruikt voor de detectie van gassen in riolen, schachten, containers, tanks en andere besloten ruimtes.
Gassen en dampen die voor meting in aanmerking komen zijn:
- Giftige (toxische) gassen en dampen, zoals zwavelwaterstof;
- Brandbare en explosiegevaarlijke gassen en dampen, zoals benzinedamp;
- Zuurstof in een te hoge concentratie, bijvoorbeeld door het vrijkomen van zuurstof uit gasflessen;
- Zuurstof in een te lage concentratie, bij verdringing door andere, verder onschuldige, gassen zoals argon.

## Keuzes
Gezien het feit dat iedere fabrikant weer andere gassen kan meten met de door hun geproduceerde buisjes, valt er een keuze te maken uit verschillende te gebruiken merken: 
- Uniphos
- MSA / Kwik-Draw
- RAE Systems / Honeywell
- Dräger
- Kitagawa
- Gastec
- 7Solutions ACCURA (oorlogsgassen)